# Parastichopus
Parastichopus is een geslacht van zeekomkommers uit de familie Stichopodidae. De wetenschappelijke naam van het geslacht werd in 1922 voorgesteld door Hubert Lyman Clark.

## Soorten
- Parastichopus regalis (Cuvier, 1817)
- Parastichopus tremulus (Gunnerus, 1767)